# Guillermo Fayed
Guillermo Fayed (ur. 28 listopada 1985 w Chamonix) – francuski narciarz alpejski specjalizujący się w konkurencjach szybkościowych.

## Kariera
Po raz pierwszy na arenie międzynarodowej Guillermo Fayed pojawił się 9 grudnia 2000 roku w L’Alpe d’Huez, gdzie w zawodach FIS Race zajął 44. miejsce w slalomie. W 2005 roku wystartował na mistrzostwach świata juniorów w Bardonecchii, gdzie jego najlepszym wynikiem było 24. miejsce w zjeździe. W Pucharze Świata zadebiutował 10 grudnia 2005 roku w Val d’Isère, gdzie zajął 53. miejsce w zjeździe. Pierwsze pucharowe punkty wywalczył dzień później, zajmując 29. miejsce w superkombinacji. Na podium zawodów PŚ po raz pierwszy Fayed stanął 29 listopada 2014 roku w Lake Louise, gdzie był drugi w biegu zjazdowym. Drugie miejsce za Kjetilem Jansrudem z Norwegii zajął tam ex aequo z Kanadyjczykiem Manuelem Osborne-Paradisem. Najlepsze wyniki osiągnął w sezonie 2014/2015.
W 2010 roku wystartował na igrzyskach olimpijskich w Vancouver, gdzie zajął 26. miejsce w zjeździe i 22. miejsce w supergigancie. Taki sam wynik w bieg zjazdowym uzyskał także podczas rozgrywanych cztery lata później igrzysk w Soczi. W tej samej konkurencji startował także na mistrzostwach świata w Garmisch-Partenkirchen w 2011 roku i dwa lata później, mistrzostw świata w Schladming, jednak plasował się poza czołową dwudziestką.

## Osiągnięcia

### Igrzyska olimpijskie
| Miejsce | Dzień     | Rok  | Miejscowość | Konkurencja | Czas biegu  | Strata  | Zwycięzca          |
| ------- | --------- | ---- | ----------- | ----------- | ----------- | ------- | ------------------ |
| 26.     | 15 lutego | 2010 | Vancouver   | Zjazd       | 1:54,31 min | +1,89 s | Didier Défago      |
| 22.     | 19 lutego | 2010 | Vancouver   | Supergigant | 1:30,34 min | +1,69 s | Aksel Lund Svindal |
| 26.     | 9 lutego  | 2014 | Soczi       | Zjazd       | 2:06,23 min | +2,80 s | Matthias Mayer     |

### Mistrzostwa świata
| Miejsce | Dzień     | Rok  | Miejscowość       | Konkurencja | Czas biegu  | Strata  | Zwycięzca          |
| ------- | --------- | ---- | ----------------- | ----------- | ----------- | ------- | ------------------ |
| 23.     | 12 lutego | 2011 | Ga-Pa             | Zjazd       | 1:58,41 min | +3,58 s | Erik Guay          |
| 21.     | 9 lutego  | 2013 | Schladming        | Zjazd       | 2:01,32 min | +3,07 s | Aksel Lund Svindal |
| 5.      | 7 lutego  | 2015 | Vail/Beaver Creek | Zjazd       | 1:43,18 min | +0,39 s | Patrick Küng       |
| 14.     | 12 lutego | 2017 | Sankt Moritz      | Zjazd       | 1:38,91 min | +1,06 s | Beat Feuz          |

### Mistrzostwa świata juniorów
| Miejsce | Dzień     | Rok  | Miejscowość  | Konkurencja | Czas biegu  | Strata  | Zwycięzca       |
| ------- | --------- | ---- | ------------ | ----------- | ----------- | ------- | --------------- |
| 24.     | 23 lutego | 2005 | Bardonecchia | Zjazd       | 1:25,58 min | +2,27 s | Rok Perko       |
| DNF     | 24 lutego | 2005 | Bardonecchia | Slalom      | 1:24,10 min | +0,98 s | Filip Trejbal   |
| 34.     | 25 lutego | 2005 | Bardonecchia | Supergigant | 1:25,20 min | +2,22 s | Michael Gmeiner |

### Puchar Świata

#### Miejsca w klasyfikacji generalnej
- sezon 2005/2006: 144.
- sezon 2007/2008: 107.
- sezon 2008/2009: 125.
- sezon 2009/2010: 96.
- sezon 2010/2011: 74.
- sezon 2011/2012: 76.
- sezon 2012/2013: 66.
- sezon 2013/2014: 64.
- sezon 2014/2015: 17.

#### Miejsca na podium w zawodach
1. Lake Louise–29 listopada 2014 (zjazd) – 2. miejsce[1]
2. Kitzbühel–24 stycznia 2015 (zjazd) – 3. miejsce
3. Beaver Creek – 4 grudnia 2015 (zjazd) – 3. miejsce
4. Val Gardena–19 grudnia 2015 (zjazd) – 2. miejsce